# كونراد لوزانو
كونراد لوزانو (بالإنجليزية: Conrad Lozano)‏ هو موسيقي أمريكي، ولد في 21 مارس 1951 في لوس أنجلوس في الولايات المتحدة.

## وصلات خارجية
- كونراد لوزانو على موقع IMDb (الإنجليزية)
- كونراد لوزانو على موقع ميوزك برينز (الإنجليزية)
- كونراد لوزانو على موقع أول ميوزيك (الإنجليزية)
- كونراد لوزانو على موقع ديسكوغز (الإنجليزية)